# 艾哈迈德·蒂亚尼·艾哈迈德
艾哈迈德·蒂亚尼·艾哈迈德（英語：Ahmed Tijani Ahmed，1941年12月17日—2006年6月10日），人民民主党籍尼日利亚政治家，自1999年至2003年担任该国科吉州中央选区议员。

## 生平
1991年科吉州成立时，艾哈迈德加入了社会民主党内一个就各民族分配权力达成共识的自由派进步组织。当年11月，该组织在州长选举中负于全国共和大会。阿卜杜哈·奥杜当选州长，直至萨尼·阿巴查于1993年通过军事政变夺权。
1998年尼日利亚恢复民主政体后，艾哈迈德有意代表人民民主党参与州长竞选，但最终由约鲁巴人史蒂夫·奥洛伦特巴代表该党参选。艾哈迈德于是要求自己的埃比拉族支持者不要支持奥洛伦特巴、转而支持全国人民党的候选人奥杜，最终其成功当选，开始了第二个州长任期。
艾哈迈德竞选州长失利，转而竞选国民议会参议员，于1999年当选。他被任命为参议院服务委员会主席，据报道该委员会的委员和参议院主要官员之间分享合同信息。2003年，艾哈迈德又一次竞选州长，但人民民主党的领导层决定应由伊加拉人而非埃比拉人竞选州长，艾哈迈德负于伊加拉人易卜拉欣·伊德利斯。
2005年5月，一个据称效忠艾哈迈德的武装组织破坏了在科吉州体育场举行的民主日活动，期间多人显然因种族矛盾受重伤。次年3月，艾哈迈德加入了反对伊德利斯选举连任的派系。
2006年6月，艾哈迈德因车祸去世。